# A Fábrica de Sonhos
A Fábrica de Sonhos é um telefilme brasileiro de 2025, do gênero comédia romântica, dirigido por Patricia Pedrosa e Guel Arraes e com roteiro de Jorge Furtado e Guel Arraes. Produzido pelos Estúdios Globo, estreou 25 de abril de 2025, na Sessão da Tarde, como parte da programação especial comemorativa pelos 60 anos da TV Globo. 
Estrelado por Luellem de Castro, Igor Fortunato, Débora Falabella e Humberto Martins conta com Vilma Melo, Kiko Mascarenhas, Edmilson Barros, Bianca Byington, Luís Miranda, Valentina Bandeira e Luciana Paes nos demais papeis principais.

## Sinopse
Eleutério (Igor Fortunato) e Rafaela (Luellem de Castro), são um casal apaixonado que tem sua relação colocada à prova quando Rafaela ganha um concurso para conhecer seu grande ídolo, o galã de novelas Sydartha (Humberto Martins). Então Rafaela, uma professora encantada pelos romances do século XIX e pelas novelas de época, parte rumo aos Estúdios Globo após o casamento com Eleutério, seu melhor amigo desde a infância. Mas, ao conhecer o astro da novela das 18h, ela começa a confundir ficção com realidade, e é aí que o amor será testado.

## Elenco
- Luellem de Castro como Rafaela
- Igor Fortunato como Eleutério
- Débora Falabella como Agatha/Anna
- Humberto Martins como Sydartha/Alex
- Valentina Bandeira como Vilma
- Luciana Paes como Delegada Brenda
- Edmilson Barros como Thiago
- Luís Miranda como Severo
- Bianca Byington
- Vilma Melo
- Kiko Mascarenhas
- Bianca Byington
- Isa Freitas
- Guga Patriota
- Tati Villela
- Guilherme Alves
- Lux Negre
- Estevão Bonotto
- Joe Rodrigues como Fã
- Mattheus Severo